# Julia Stiles

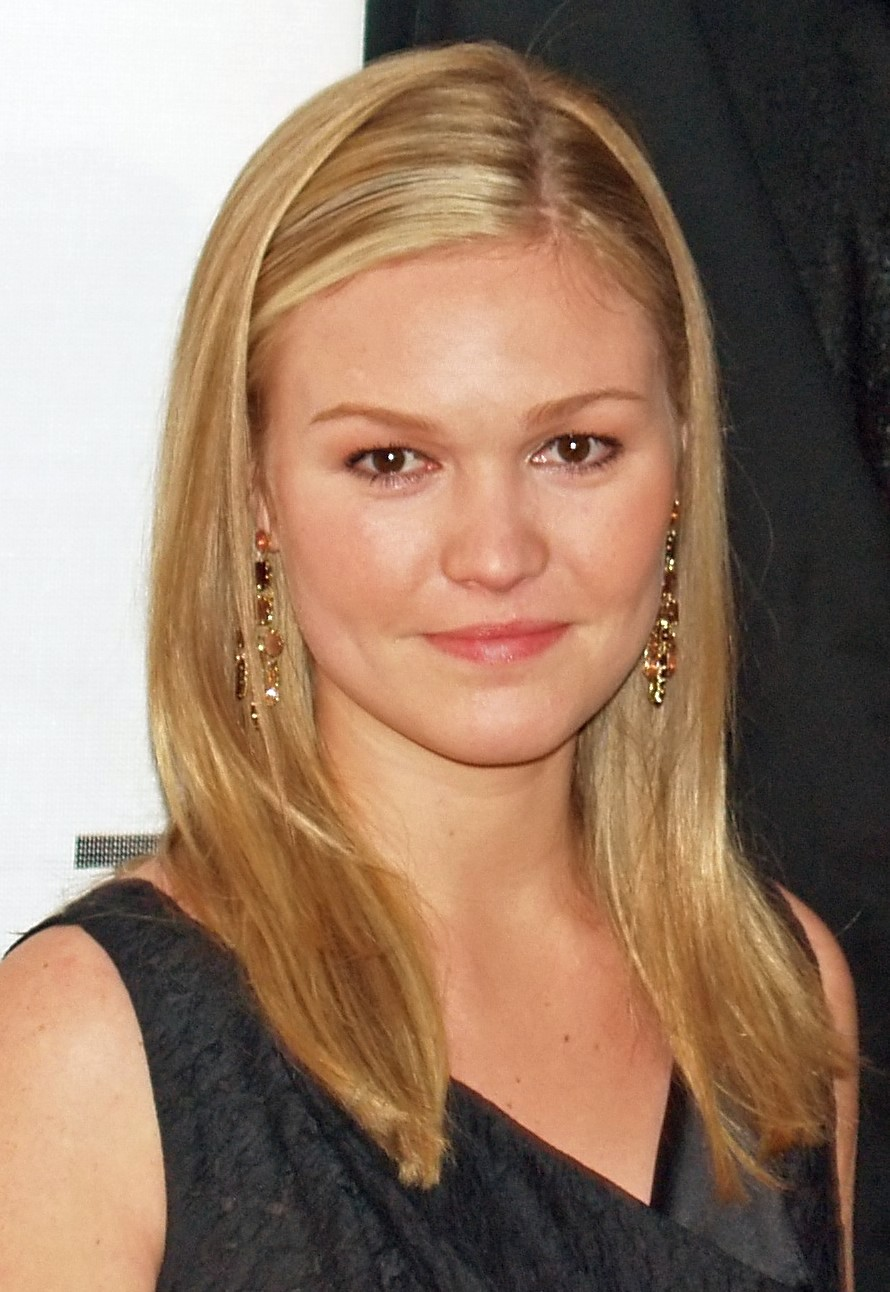
Julia Stiles (2007)

Julia O’Hara Stiles (* 28. März 1981 in New York City, New York) ist eine US-amerikanische Theater- und Filmschauspielerin.
Sie begann ihre Karriere am Theater mit Rollen in kleineren Produktionen, wechselte danach zu Hauptrollen in Stücken von Dramatikern wie William Shakespeare und David Mamet und ist seit 20 Jahren als Filmschauspielerin erfolgreich.

## Leben und Werk

### Herkunft, Ausbildung und Privatleben
Julia Stiles wurde als das älteste von drei Kindern von John O’Hara, einem Lehrer und Geschäftsmann, und Judith Stiles, einer Töpferin, geboren. Ihre Familie ist irisch-englisch-italienischer Abstammung. Sie besuchte eine Quäkerschule in Manhattan und studierte Englisch an der Columbia University in New York. Im Mai 2005 schloss sie nach fünf Jahren ihr Studium ab, das sie mehrfach wegen verschiedener Filmprojekte unterbrochen hatte.
Stiles unterstützte als Demokratin John Kerrys Kandidatur zum Präsidenten der USA im Jahr 2004. Außerdem engagierte sie sich für eine Organisation, die Häuser in Costa Rica baut, und für Amnesty International, um auf die harten Bestrafungen von jugendlichen Immigranten aufmerksam zu machen.
Stiles ist seit September 2017 mit Preston Cook verheiratet. Im Oktober 2017 kam ihr gemeinsamer Sohn zur Welt.

### Schauspielkarriere

#### Theater
Julia Stiles war bereits im Alter von elf Jahren Mitglied des La-Mama-Theaters. Seit ihrem Auftritt in einem Stück von Eve Ensler und in einer Inszenierung von William Shakespeares Was ihr wollt zusammen mit Zach Braff gilt sie als ernstzunehmende Bühnenschauspielerin. Im Frühjahr 2004 spielte sie in einem Revival von David Mamets Oleanna in London.

#### Film
Im Alter von 15 Jahren wirkte Julia Stiles nach einigen Gastrollen, die sie ab 1993 bekommen hatte, in dem Film I love you, I love you not mit Claire Danes, Jude Law und James Van Der Beek zum ersten Mal bei einer Kinoproduktion mit.
Man sah sie außerdem in Vertrauter Feind (1997) als Tochter von Tom O’Meara (Harrison Ford) und in M. Night Shyamalans Wide Awake (1998). Ihre erste Hauptrolle hatte sie 1998 in Wicked. Der Film schaffte es allerdings nicht in die US-amerikanischen Kinos.
Erst mit ihrer Rolle als Katarina Stratford neben Heath Ledger in 10 Dinge, die ich an Dir hasse (1999), einer Adaption von William Shakespeares Stück Der Widerspenstigen Zähmung, gelang Julia Stiles der Durchbruch als Filmdarstellerin. Sie wurde dafür 1999 mit einem MTV Movie Award als beste Newcomerin ausgezeichnet. Stiles und ihr Filmpartner Freddie Prinze junior in Den Einen oder Keinen erhielten außerdem eine Teen-Choice-Award-Nominierung.
Stiles trat häufiger in Shakespeare-Verfilmungen auf; sie spielte, nach 10 Dinge, die ich an Dir hasse, 2000 die Ophelia in Hamlet mit Ethan Hawke und 2001 die Desdemona zu Mekhi Phifers Darstellung des Othello in einer modernen Version des Stoffes: O – Vertrauen, Verführung, Verrat.
Für das Tanzdrama Save the Last Dance (2001), in dem sie eine talentierte Ballerina spielte, die sich in einen schwarzen Jungen aus dem Ghetto mit Hip-Hop-Attitüde verliebt, erhielt sie einen weiteren MTV Movie Award für den besten Kuss und als beste Darstellerin. In State and Main (2000) von David Mamet verkörperte sie ein junges Mädchen, das bei Dreharbeiten in einem kleinen Ort einen Schauspieler verführt. 2001 stellte sie die Gegenspielerin von Stockard Channing in Business of Strangers dar.
Im Film Die Bourne Identität übernahm Stiles 2002 zum ersten Mal die Rolle der CIA-Agentin Nicky Parsons, die sie auch in drei Nachfolgern der Bourne-Filmreihe mit Matt Damon, Die Bourne Verschwörung (2004), Das Bourne Ultimatum (2007) und Jason Bourne (2016) spielte.
2003 übernahm sie Hauptrollen in Gelegenheit macht Liebe und Carolina – Auf der Suche nach Mr. Perfect sowie im selben Jahr als Studentin in Mona Lisas Lächeln, neben Julia Roberts als ihre Kunstprofessorin, die sie davon zu überzeugen versucht, lieber Rechtsanwältin statt Ehefrau und Mutter zu werden. 2004 spielte sie die Hauptrolle in der Filmkomödie Der Prinz & ich, worin sich ihre Figur in einen Prinzen verliebt. Des Weiteren wirkte sie 2010 in der fünften Staffel von Showtimes TV-Serie Dexter als Lumen Pierce mit. Der Part einer Mordzeugin, die einen Rachefeldzug gegen ihre früheren Peiniger beginnt, brachte ihr 2011 eine Golden-Globe-Nominierung ein. Im März 2012 wurde sie für das US-Remake des indischen Thrillers Midnight Sun gecastet. In Lorene Scafarias Film Hustlers übernahm sie 2019 die Rolle der Journalistin Elizabeth.
Weitere Film- und Fernsehrollen folgten; ihr Schaffen umfasst mehr als 50 Produktionen.

## Filmografie (Auswahl)
- 1993: Ghostwriter (Fernsehserie, 6 Folgen)
- 1996: I Love You, I Love You Not
- 1996: Ein Wink des Himmels (Promised Land, Fernsehserie, Folge 1x08)
- 1997: Vertrauter Feind (The Devil’s Own)
- 1997: Wie ein Vogel ohne Flügel (Before Women Had Wings, Fernsehfilm)
- 1997: Chicago Hope – Endstation Hoffnung (Chicago Hope, Fernsehserie, Folge 3x17 Mother, May I?)
- 1998: Wide Awake
- 1998: Bad Girl – Mord ist keine Lösung (Wicked)
- 1999: Die wilden Sechziger (The ’60s, Fernsehfilm)
- 1999: 10 Dinge, die ich an Dir hasse (10 Things I Hate About You)
- 2000: Den Einen oder Keinen (Down to You)
- 2000: Hamlet
- 2000: State and Main
- 2001: Save the Last Dance
- 2001: The Business of Strangers
- 2001: O – Vertrauen, Verführung, Verrat (O)
- 2002: Die Bourne Identität (The Bourne Identity)
- 2003: Gelegenheit macht Liebe (A Guy Thing)
- 2003: Carolina – Auf der Suche nach Mr. Perfect (Carolina)
- 2003: Mona Lisas Lächeln (Mona Lisa Smile)
- 2004: Der Prinz & ich (The Prince And Me)
- 2004: Die Bourne Verschwörung (The Bourne Supremacy)
- 2005: Edmond
- 2005: A Little Trip to Heaven
- 2006: Das Omen (The Omen)
- 2007: Das Bourne Ultimatum (The Bourne Ultimatum)
- 2008: Gospel Hill
- 2009: Der Schrei der Eule (The Cry of the Owl)
- 2009: Passage
- 2010: Dexter (Fernsehserie, 10 Folgen)
- 2012: Silver Linings (Silver Linings Playbook)
- 2012: Between Us
- 2012: Stars in Shorts
- 2012–2014: Blue (Webserie, 40 Folgen)
- 2013: Ein Kandidat zum Verlieben (The Makeover, Fernsehfilm)
- 2012: It’s a Disaster – Bist du bereit? (It’s a Disaster)
- 2013: Unter Beobachtung (Closed Circuit)
- 2014: Out of the Dark
- 2014–2015: The Mindy Project (Fernsehserie, 3 Folgen)
- 2015: Blackway – Auf dem Pfad der Rache (Blackway)
- 2016: Gilly Hopkins – Eine wie keine (The Great Gilly Hopkins)
- 2016: Ruf der Macht – Im Sumpf der Korruption (Misconduct)
- 2016: Jason Bourne
- 2016: The Drowning
- 2017: Trouble
- 2017–2020: Riviera (Fernsehserie, 28 Folgen)
- 2019: Hustlers
- 2020: The God Committee
- 2021–2023: Dragons: The Nine Realms (Fernsehserie, Stimme, 23 Folgen)
- 2022–2023: The Lake: Der See (The Lake, Fernsehserie, 16 Folgen)
- 2022: Orphan: First Kill
- 2024: The Yoga Teacher (Chosen Family)
- 2025: Dieser eine Augenblick (Wish You Were Here, Regie und Drehbuch)